# Partido judicial de Riaza
El partido de Riaza fue uno de los cinco partidos judiciales  que integraban la provincia de Segovia. La totalidad de los municipios se incorporaron al partido judicial de Sepúlveda. La cabeza de este partido fue la villa de Riaza. 
El partido judicial de Riaza no existe como tal, pero sí tiene entidad electoral para la Diputación, manteniendo representación propia de un diputado en el Pleno de la Corporación Provincial de la Diputación de Segovia, debido a que para la elección de la Diputación Provincial todavía se utiliza el mapa de partidos judiciales existentes en 1979.

## Municipios
- Alconada de Maderuelo.
- Aldealengua de Santa María.
- Aldeanueva de la Serrezuela.
- Aldehorno.
- Ayllón.
- Campo de San Pedro.
- Carabias, antes llamado Pradales.
- Cedillo de la Torre.
- Cilleruelo de San Mamés.
- Corral de Ayllón.
- Fresno de Cantespino.
- Honrubia de la Cuesta.
- Languilla.
- Maderuelo.
- Montejo de la Vega de la Serrezuela.
- Moral de Hornuez.
- Riaguas de San Bartolomé.
- Riaza.
- Ribota.
- Riofrío de Riaza.
- Sequera de Fresno.
- Valdevacas de Montejo.
- Villaverde de Montejo.